# Carrossel da morte

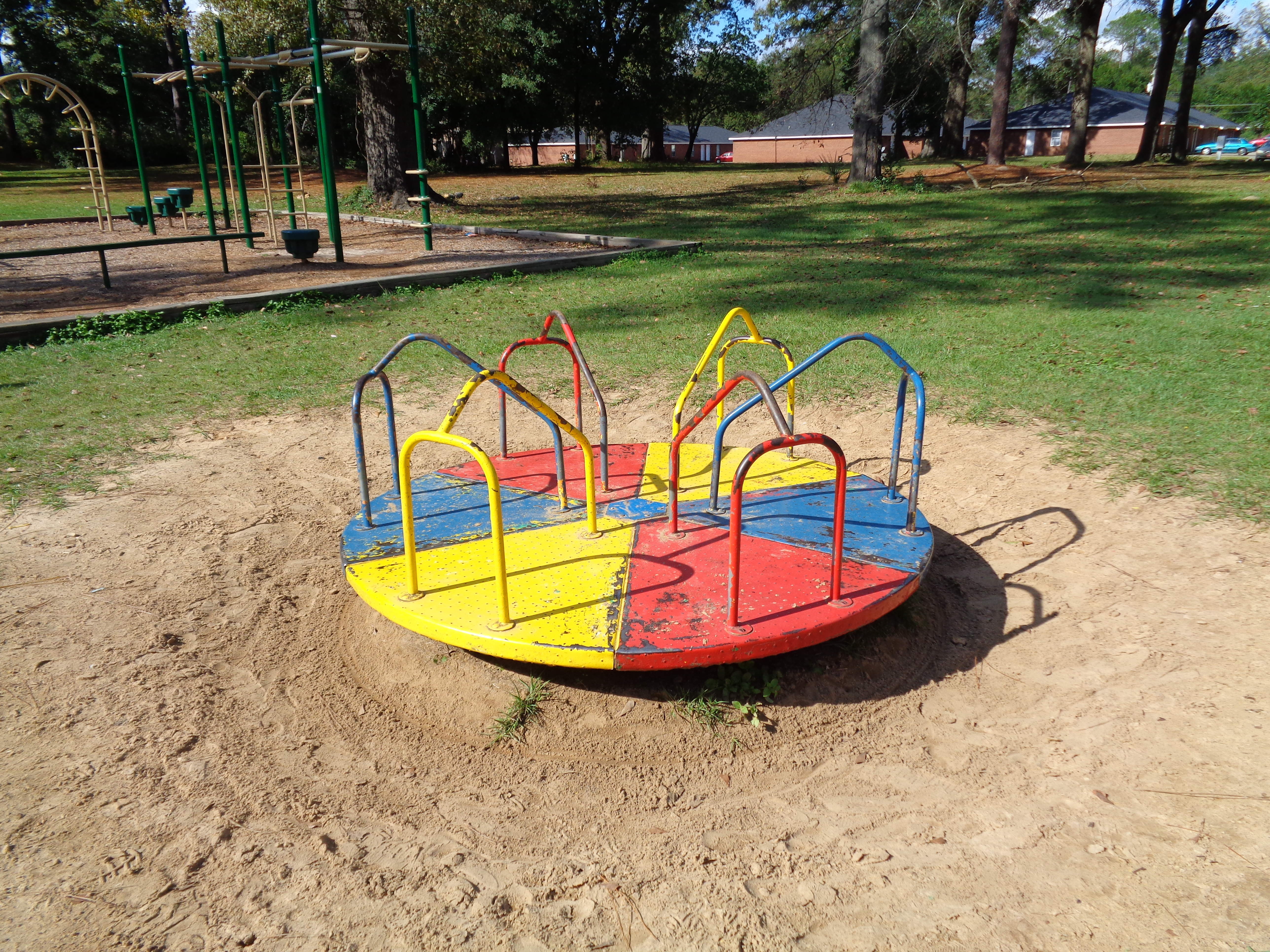
Uma rotunda, ou carrossel, a componente central do desafio

O Carrossel da Morte é um desafio de internet do qual várias pessoas participam, com uma rotatória (ou carrossel) e um veículo motorizado, geralmente um ciclomotor ou motocicleta. Pelo menos uma pessoa anda no carrossel, enquanto a roda traseira da motocicleta ou ciclomotor move o disco do passeio, gerando força para girar o carrossel. O objetivo é manter girando o maior tempo possível, embora as forças centrífugas e forças G provem que isso é quase impossível, o que pode levar os participantes à inconsciência; várias pessoas tiveram ferimentos graves devido às lesões sofridas pelo desafio, como aquelas causadas por altas forças G descritas como 'normalmente vistas apenas em pilotos de caça', bem como lesões contundentes, trauma de força infligido após colidir com objetos próximos ao ser girado ou ser lançado da rotatória em objetos a uma pequena distância. O desafio já acontecia antes de 2009, quando o primeiro vídeo do desafio envolvendo dois adolescentes sendo lançados por uma rotatória viralizou; chamou atenção em 2018, quando um estudante de Tuxford, em Nottinghamshire, na Inglaterra, foi submetido ao desafio como uma forma de bullying escolar. Por ser obrigado a participar do desafio, o menino sofreu um traumatismo craniano grave que resultou em inconsciência, seus olhos esbugalhados das órbitas e um risco potencial de acidente vascular cerebral devido à extrema pressão exercida em seu corpo durante o giro.